# 易卜拉欣·赫玛特妮阿

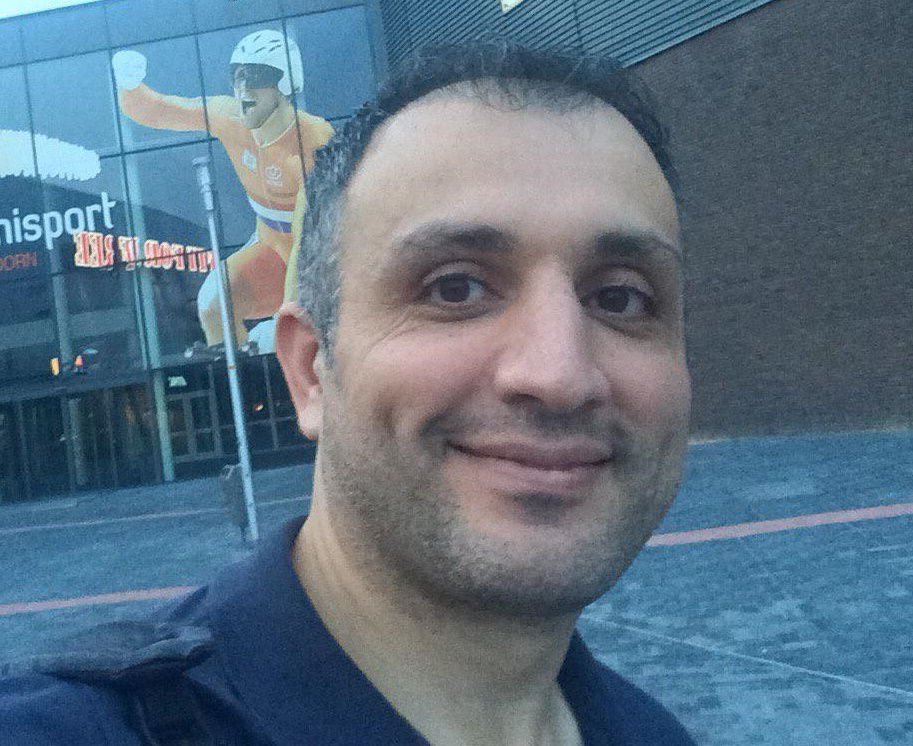
易卜拉欣•赫玛特妮阿

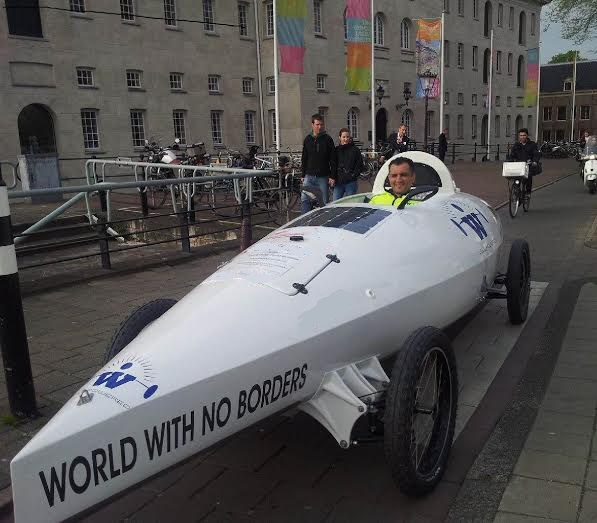
穿越海洋自行车手, 易卜拉欣•赫玛特妮阿在他的两栖自行车中

易卜拉欣•赫玛特妮阿（荷蘭語：Ebrahim Hemmatnia；1976年6月25日—），是波斯裔荷兰探险家。他是世界上第一个骑自行车穿越海洋的人。他耗时68天骑着两栖自行车穿越了大西洋，两栖自行车是一种人力交通工具，可以在陆地上或水上行驶。他也曾穿越了世界上多个大城市，如达喀尔，纳塔尔，若昂佩索阿，累西腓，阿拉卡茹，萨尔瓦多，维多利亚，里约热内卢和圣保罗。